# Maison en bois à Miloševo
La maison en bois à Miloševo (en serbe cyrillique : Кућа брвнара у Милошеву ; en serbe latin : Kuća brvnara u Miloševu) se trouve à Miloševo, sur le territoire de la ville de Jagodina et dans le district de Pomoravlje, en Serbie. Il est inscrit sur la liste des monuments culturels protégés de la république de Serbie (identifiant no SK 354).

## Présentation
La maison, située près de l'église du village, a été construite en bois au milieu du XIXe siècle. Bâtie sur un terrain plat, elle est de plan rectangulaire et repose sur des fondations en pierres concassées ; les planches en chêne sont disposées à l'horizontale et s'entrecroisent dans les angles. Le toit à quatre pans est recouvert de tuiles ; au centre du toit se trouve un « chapeau » avec quatre escaliers, lui-même recouvert de tuiles.
L'intérieur est subdivisé en deux espaces : la « maison » proprement dite ou « kuća » et une pièce. Dans la « kuća » se trouve une cheminée encastrée, attenante au mur de la pièce.